# Сєрокуров Сергій Леонідович
Сергій Леонідович Сєрокуров (14 липня 1937, місто Самарканд, тепер Узбекистан — 13 квітня 2008, місто Санкт-Петербург, Російська Федерація) — радянський діяч, 1-й секретар Мурманського обласного комітету КПРС. Член Центральної контрольної комісії КПРС у 1990—1991 роках.

## Життєпис
У 1956 році закінчив Бакинське морехідне училище. У 1962 році — Ленінградське вище інженерне морське училище імені адмірала Макарова.
Член КПРС з 1962 року.
У 1962—1969 роках — третій помічник, другий помічник, старший помічник капітана, капітан на суднах закордонного плавання Балтійського морського пароплавства.
У 1969—1972 роках — заступник секретаря партійного комітету Балтійського морського пароплавства в місті Ленінграді.
У 1972—1977 роках — секретар Кіровського районного комітету КПРС міста Ленінграда.
У 1977—1978 роках — заступник завідувача відділу організаційно-партійної роботи Ленінградського обласного комітету КПРС.
У 1978—1984 роках — інструктор відділу організаційно-партійної роботи ЦК КПРС у Москві.
У 1982 році закінчив заочно Академію суспільних наук при ЦК КПРС.
У 1984—1987 роках — секретар Мурманського обласного комітету КПРС.
У 1987 — травні 1990 року — 2-й секретар Мурманського обласного комітету КПРС.
26 травня 1990 — 23 серпня 1991 року — 1-й секретар Мурманського обласного комітету КПРС.
У 1991—2001 роках — капітан на суднах «Північрибхолодфлоту».
Помер 13 квітня 2008 року в місті Санкт-Петербург.

## Нагороди та відзнаки
- орден Трудового Червоного Прапора
- орден Дружби народів
- медалі